# Tsültrim Dargye (77e Ganden tripa)
Tsültrim Dargye  was een 19e-eeuws Tibetaans geestelijke. Hij was de zevenenzeventigste Ganden tripa van ca. 1859 tot ca. 1862 en daarmee de hoofdabt van het klooster Ganden en hoogste geestelijke van de gelugtraditie in het Tibetaans boeddhisme.
Hij werd geboren in Pombor, Kham, eind 18e of begin 19e eeuw. Hoewel over zijn jeugd en opleiding weinig bekend is, heeft hij waarschijnlijk Logica gestudeerd en de vijf onderdelen van het geshe-curriculum van de gelug-treditie. Dat was doorgaans de standaard voorbereiding op de positie van Ganden tripa. Deze studies heeft hij waarschijnlijk gevolgd aan een van de drie grote kloosters in Lhasa, Ganden, Sera of Drepung. Aansluitend studeerde hij tantra aan het Gyuto-college.
Na abt van het Shartse-college van het Gandenklooster geweest te zijn, werd Trichen Tsültrim Dargye in 1859 gekozen tot Ganden tripa. Deze post bekleedde hij drie jaar tot 1862. Omdat de gebruikelijke termijn zeven jaar bedraagt, wordt aangenomen dat hij in 1862 overleed.